# Jérôme Gulomy
Jérôme Louis Gulomy, född 22 juni 1821 i Pernau, död 18 oktober 1887 i Bückeburg, var en rysk-tysk violinist.
Gulomy var redan vid sju års ålder känd för sitt violinspel, vistades som yngling i Sibirien, gav där konserter, liksom på 1830-talet i de flesta av Europas förnämsta städer. Han uppträdde med stort bifall i Stockholm 1846. År 1853 blev han hovkapellmästare i Bückeburg. Han invaldes som ledamot av Kungliga Musikaliska Akademien i Stockholm 1847.